# تفجيرات باكستان (يونيو 2017)
في يوم 23 يونيو 2017، وقعت سلسلة من الهجمات الإرهابية في باكستان ولقد أسفرت عن مقتل 96 شخصا وجرح أكثر من 200 شخص. تضمنت التفجيرات تفجيرا انتحاريا في مدينة كويتا ولقد إستهدف رجال الشرطة، تلاه انفجاران في سوق في باراتشينار، وفي مدينة كراتشي أسفر تفجير عن مقتل أربعة من رجال الشرطة.
تبنى كلا من داعش وجماعة الأحرار مسؤوليتهم عن هجوم كويتا،  في حين لم تتبنى أي جماعة مسؤوليتها عن هجوم باراشينار.